# 戰術核武器
戰術核武器（Tactical nuclear weapon，簡稱TNW）或非戰略核武器（Non-strategic nuclear weapon，簡稱NSNW），是核武器的其中一種分類，設計用於軍事場合中的戰場。一般而言，戰術核武器的爆炸力較小，與戰略核武器形成鮮明對比：戰略核武器的設計目標是，主要針對敵方內部，遠離戰線打擊軍事基地，城市，城鎮，軍火工業以及其他區域，目標是破壞敵人發動戰爭的能力。戰術核武器包括配備有核彈頭的重力炸彈，短程導彈，砲彈，地雷，深水炸彈和魚雷。 戰術核武器的產量通常低於戰略核武器的產量。一些戰術核武器具有旨在增強其戰場特徵的特定特徵，例如可變的當量（可讓其爆炸力在不同情況下在很大範圍內變化）。或增強輻射武器（所謂的“中子炸彈”）,旨在使電離輻射暴露最大化，同時使爆炸效應最小化。戰略導彈和轟炸機分配了預先計劃的目標，包括敵人的飛機場，雷達和地對空防禦。 戰術核武器佔了冷戰期間核武器的很大一部分。美國科學家擁有W48的完整剖切模型，這是一種非常小的戰術核武器，爆炸性產量相當於72噸TNT（0.072kt）。其中約有一千枚是在冷戰時期生產的。

## 風險
對手使用戰術核武器可能會帶來極大的危險，將衝突從戰術升級到戰略，超出預期範圍 。
通過使用戰術核武器，衝突有可能升級，直到衝突達到臨界點，從而引發使用洲際彈道導彈等戰略核武器。最有可能首先使用的戰術核武器（低產量的最小型核武器，例如可追溯至1960年代的核武器）在軍事危機期間通常不如戰略核武器受到嚴格的政治控制。早期的允許使用行為可以像機械密碼鎖一樣簡單。如果控制小型戰術核武器（例如M29）的相對低級的軍官即將面臨被敵軍壓倒的處境，則他可以請求將其發射，並且由於對彈頭授權的分散控制，他的要求可能會在危機期間迅速獲得批准。
由於這些原因，大多數國家的武庫中戰術核彈頭的庫存已大大減少。2010年，最小型的戰術核武器已經完全淘汰。此外，相關機制及通信基礎日益成熟，這意味著即使在戰鬥中，戰術核彈頭往往由該國最高級的政治領導人集中控制。
B-61战术核子弹（Mod 3和Mod 4）的最低可選產量為0.3千噸（300噸）。隨著B61 Mod 12的推出，美國將擁有400枚相同的核彈，其戰略或戰術性質將完全由任務和目標以及所搭載的飛機的類型來決定。
根據包括卡內基國際和平基金會和《原子科學家公報》在內的幾份報告，時任俄羅斯聯邦安全會議秘書的普京，提出了一種概念，即逐步升級戰術和戰略核威脅和打擊手段或使敵人結束與俄羅斯認為的戰略利益有關的常規衝突。

## 條約控制
由於使用戰術核武器可能會意外地導致戰爭迅速升級為充分使用戰略核武器的風險，因此北約和其他組織內部提出了限制其儲存和使用（並使其更加透明）的建議。 目前戰術核武器從未在戰爭中使用過。十個北約成員國已經為北約和俄羅斯推進了建立信任計劃，這可能導致減少歐洲戰術核武器的條約。
北約同時正在推進一項計劃，以升級其戰術核武器，使其在某些方面等同於戰略核武器，並將其攜帶到隱形飛機上。